# 웅취
용기냄새는 수퇘지가 성숙기에 도달했을 때 거세하지 않고 도축된 돼지고기 또는 돈육 제품을 조리하거나 먹는 동안에 흔히 나타나는 불쾌한 냄새 또는 맛이다.

## 웅취 제거
수세기 동안 웅취를 예방하기 위해 돼지에게 거세를 시행해 왔다. 오랜 기간 동안 수퇘지의 거세는 생후 약 2-3 주에 실시되었다. 일부 국가(예: 네덜란드, 스위스 및 노르웨이)에서는 거세와 관련된 통증과 스트레스를 줄여주기 위해 전신 또는 국부 마취를 사용하는 것이 일반적이다. 이것이 강제적 또는 자발적이라는 규칙이냐, 통상 농장주나 수의사가 이러한 시술을 시행하느냐 하는 규칙은 국가마다 다르다. 마취 여부와 상관 없이 거세는 최근 동물 보호 단체로부터 비난을 받아 왔다.
호주 등 일부 국가에서는 돼지를 어린 연령에 도축한다. 웅취의 원인이 되는 자연 물질인 안드로스테논 및 스카톨은 수퇘지가 성적으로 성숙하게 되어야만 지방에 축적되기 시작하기 때문이다. 그러므로 조기 도살은 웅취를 감소시키는 데 도움이 될 수 있다.
웅취를 제거할 수 있는 다른 방법은 암퇘지만 사육하기 위해 성 염색체와 인공수정 기반의 분류를 통해 태어나기 전에 새끼 돼지의 성을 선택하는 것이다. 이 방법은 가축 사육에서 성공적으로 사용되어 왔지만 여전히 연구 중에 있으며 돼지 생산에서는 아직 경제적이거나 실용적인 해결책은 아니다.
'웅취가 적은' 돼지 사육도 실험되고 있으나 큰 성공은 거두지 못하고 있다. 슈가 마운틴 팜은 사육 및 사료에 변화를 주어 이를 실현할 수 있다고 주장하는 한 생산업체이다. 거세하지 않은 수퇘지의 이점은 기름기가 적고 약 10% 빠르게 성장하며 거세한 수퇘지나 미경산돈(암퇘지)보다 살코기가 많아 효율적으로 사료를 돈육화할 수 있다는 점이다.

## 원인
용기냄새는 수퇘지의 지방에 안드로스테논 및 스카톨이 축적되어 발생한다.
안드로스테논(남성 호르몬)은 성숙기에 도달한 수퇘지의 고환에서 생성되며 스카톨(장내 세균의 부산물 또는 아미노산 트립토판의 세균성 대사 산물)은 암퇘지와 수퇘지 모두에게서 생성된다. 그러나 고환 스테로이드가 간에 의한 스카톨 분해를 억제하므로 거세되지 않은 수퇘지에게서 훨씬 많이 생성된다. 따라서 스카톨은 수퇘지가 성숙함에 따라 지방 내에 축적된다.
수퇘지가 성적으로 성숙하면서 이러한 물질이 자연적으로 생성되고 시간이 지남에 따라 이 성분이 축적될 경우, 고기를 조리할 때 냄새가 나게 된다. 따라서 이들 물질이 축적되지 않도록 새끼 수퇘지를 거세한다.

## 새로운 방법
최근 들어 수퇘지 거세가 비난을 받게 되자 일부 생산자와 생산자 협회는 웅취 제거를 위한 대안 방법을 모색하고 있다. 웅취 예방 백신 접종은 1998년부터 호주와 뉴질랜드에서 실시되어온 방법으로서, 웅취 억제를 위해 돼지의 면역계를 활용하는 안전하고 매우 효율적인 해결책이다. 백신 사용은 웅취를 제거하는 데 있어 물리적 거세만큼이나 간단하고 신뢰할 수 있다. 교육을 받은 농장 직원이 이 백신을 안전하게 투여하여 소비자가 믿고 먹을 수 있는 고품질 돈육을 생산할 수 있다.
이 백신은 돼지의 면역계를 자극하여 성선자극호르몬 방출인자(GnRF)에 대한 특이 항체를 생성한다. 이것은 일시적으로 고환 기능을 억제하여 웅취의 원인이 되는 물질이 생성 및 축적되지 않도록 해준다.
GnRF에 특이적인 항체 생성을 자극함으로써 백신 접종은 웅취를 유발하는 두 가지 인자 중 하나인 안드로스테논을 포함한 고환의 테스토스테론 및 기타 스테로이드 분비를 유도하는 일련의 기전을 중단시킨다. 웅취를 유발하는 다른 주요 물질인 스카톨 또한 낮아진 스테로이드 수치로 인해 간에서 스카톨을 더욱 효과적으로 신진 대사시킬 수 있으므로 제거된다.
모든 돼지마다 두 번씩 접종해야 웅취를 효과적으로 제거할 수 있다. 첫 번째 접종 시기는 비교적 융통성이 있으나, 두 번째 접종은 첫 번째 접종 후 최소 4주 이후, 도축일로부터 4~6주 전에 실시되어야 한다. 두 번째 접종 후 수퇘지의 고환은 성장이 정지된다. 접종 담당자는 백신 및 고급 안전 기능이 있는 주사기 사용에 관한 교육을 받아야 한다.
이 백신은 동물 친화적이고 환경적 측면에서 보다 효율적인 웅취 해결책일뿐 아니라, 돈육 생산 전반의 이해관계자들이 자연적인 수퇘지 성장이라는 성과상의 이점을 누리면서도 식감을 유지할 수 있도록 해준다.

## 추가 참고 자료
- 돼지
- 돈육
- 거세
- 백신 접종